# Impatiens conchibracteata
Impatiens conchibracteata là một loài thực vật có hoa trong họ Bóng nước. Loài này được Y.L. Chen & Y.Q. Lu mô tả khoa học đầu tiên năm 1990.